# Scandinavisch in de voorhand
Het Scandinavisch in de voorhand is bij de opening in het schaken een variant van het middengambiet.
Het heeft de volgende beginzetten:
1. e4 e5
2. d4 exd4, het aangenomen middengambiet
3. Dxd4 Pc6
4. Da4
Het heet Scandinavisch in de voorhand omdat wit het omgekeerde van de Scandinavische opening (1.e4 d5 2. exd5) speelt, echter met één tempo meer. De opening valt onder ECO-code C22.